# Antoni Guiral
Antonio, Antoni o Toni Guiral Conti (Barcelona, 1959) es un crítico, editor y guionista de historieta español, galardonado con el premio a la divulgación del Salón del Cómic de Barcelona del año 2007. 

## Biografía

### Infancia y juventud
Entre los 7 y los 12 años, Toni Guiral fue un ávido lector de los tebeos de la Editorial Bruguera.

### Inicios profesionales
Tras cofundar el fanzine-boletín Funnies, durante los años 1980 trabajó como técnico editorial para Norma Editorial (coordinador de publicaciones entre 1986 y 1989), Anaya (dirigió como freelance una línea de álbumes francobelgas publicados entre 1990 y 1992, con edición simultánea en catalán por su sello Barcanova), Planeta-DeAgostini (entre 1994 y 1998, donde llegó a ser redactor jefe y se encargó de la Línea Laberinto de autores españoles) y Camaleón Ediciones (se incorporó como socio de la empresa antes de su cierre).
Durante estos años escribió también guiones de historieta, compaginando sus intereses en "historias de género con un cierto toque social" con trabajos de encargo para agencias (llegando a escribir argumentos de Masters del Universo). A principios de los años noventa consiguió vivir casi exclusivamente de escribir guiones de cómic, al coincidir una tira diaria para el periódico El Mundo Deportivo (dibujada por José María Beroy) con un par de álbumes de encargo con motivo de la Expo 92 (Un paseo por La Rioja con Jesús Redondo y El rescate de Helios: Una aventura de los energos). En esta etapa publicó series en las revistas Cimoc (Homero con Fernando Rubio, Miller con Jesús Redondo, Drunker con Ramón Rosanas, Salvajes con Adolfo Usero), Creepy (Mr. Black con Jesús Redondo o Zomby y el gato con Raf) o El Jueves (Urbe con Pedro Espinosa). También publicó álbumes con Ikusager (Los Trotabosques: Sendero de fuentes mágicas, con Pedro Espinosa y Jordi Sempere, 1991), Norma Editorial (Homero, 1992), Glénat (McGuffin, 1997, con Fernando Rubio) o Camaleón Ediciones (Mr. Black, 1998).
Fue director técnico de la edición de 1994 del Salón del Cómic de Barcelona y ejerció de divulgador y crítico en el diario El País (entre 1990 y 1992) y en las revistas Krazy Comics, U, el hijo de Urich o Slumberland. También dirigió para la colección didáctica Aula de Literatura de la editorial Vicens Vives el libro Veinte años de cómic (1993), destinado a profesores de secundaria o bachillerato que quisieran trabajar el cómic en clase, y que presentaba una introducción teórica al medio, una selección de historietas y propuestas para trabajar con los alumnos.

### Madurez
Tras la autoedición en 1998 del librito Terminología (en broma pero muy en serio) de los cómics, Guiral dedicó gran parte de su trabajo a escribir o coordinar decenas de libros divulgativos, varios de ellos alrededor de la Escuela Bruguera y sus autores.
En 2004 publica Cuando los cómics se llamaban tebeos: La Escuela Bruguera (1945-1963), al que seguiría en 2007 Los tebeos de nuestra infancia: La Escuela Bruguera (1964-1986), ambos publicados por Ediciones El Jueves en gran formato y sumando más de 700 páginas. En años posteriores realizaría para Ediciones B diferentes libros sobre autores o personajes emblemáticos de Bruguera o la misma editorial: El Gran libro de Mortadelo y Filemón (2007), El mundo de Escobar (2008, con Joan Manuel Soldevilla), 100 años de Bruguera: De El gato Negro a Ediciones B (2010),  By Vázquez: 100 años del nacimiento de un mito (2010) o El gran libro de Superlópez (2018).  También asesoró en los contenidos y escribió textos introductorios para cada una de las 40 entregas del coleccionable de quiosco Clásicos del Humor (RBA, 2009, que reeditaba una selección de historietas de personajes de Bruguera y que posteriormente también se redistribuyó junto con los diarios El Periódico de Catalunya y Las Provincias) y para las 70 entregas del coleccionable Integral F. Ibáñez (Salvat, 2018-2019). 
Para Ediciones El Jueves también realizó dos libros dedicados a autores muy vinculados al semanario satírico: Gin: L’artista elegant (2006) y Bernet: 50 años de viñetas (2009). 
Entre 2007 y 2014 dirige y coordina para Panini Cómics la colección Del tebeo al manga: Una historia de los cómics, de la cual es también el redactor principal, con múltiples colaboradores para despieces, textos complementarios o capítulos concretos. La obra completa constaría finalmente de once volúmenes y más de 2200 páginas en total. 
En 2009, retoma puntualmente su labor como guionista en dos obras de contenido histórico: 11-M: la novela gráfica (Panini), coescrita con Pepe Gálvez y dibujada por Joan Mundet e Historia ilustrada de España (Medialive), libro del historiador Fernando García de Cortázar para el que escribe unas cuarenta páginas de historieta con dibujos de Jesús Redondo que complementan al texto principal.
En 2011 ejerció de asesor para el coleccionables de kiosco TBO: Edición Coleccionista (Salvat, 2011, 48 entregas), para el que también redactó textos introductorios en cada volumen.
En 2012 publica en la revista NinthComic n.º 1 un largo ensayo (60 páginas) sobre la obra de Moebius, a quien se dedicaba la portada. 
En 2012 Edicions De Ponent publica su guía didáctica del cómic El Arte de volar de Antonio Altarriba y Kim, utilizándolo como hilo conductor para narrar la historia de España del siglo XX. Es colaborador del museo digital dedicado al humor gráfico Humoristán.
Desde 2013 ejerce de comisario general de las exposiciones del Salón del Cómic de Barcelona. El evento catalán cada año incluye varias exposiciones de producción propia, normalmente varias dedicadas a los ganadores de los principales premios del Salón del año anterior y al menos una principal de gran extensión. En 2018 se realizaron tres exposiciones principales: Jack Kirby, the king of comics, Las revistas del boom del cómic (para adultos) y Superlópez x Jan. En 2019 la exposición principal se redujo a una, Stan Lee & the american comic book.
En 2016 publica el libro Cómics: Manual de instrucciones (Astiberri), en colaboración con Pepe Gálvez, Jesús Redondo y Roberto Bergado. Ese año también ejerce de comisario, junto a Jordi Riera Pujal, de la exposición La Corona de Aragón dibujada. Historia y ficción (Archivo de la Corona de Aragón, Ministerio de Educación, Cultura y Deporte), que contó con un catálogo en descarga gratuita.
En 2017 publica el libro de gran formato 100 años de TBO: La revista que dio nombre a los tebeos (Ediciones B), en colaboración con Lluís Giralt.
En 2017 fue comisario para el Museo ABC de Madrid de la exposición Historietas del tebeo 1917-1977, repasando la historia del cómic español durante 60 años. La muestra, que contó con un voluminoso catálogo, luego se pudo ver también durante 2018 en Granada, La Coruña y Cáceres.
En 2019 fue comisario para el Museo Nacional de Arte de Cataluña (MNAC) de la exposición El Víbora: Comix contracultural. Ese mismo año fue nombrado miembro de la Comissión del Cómic y la ilustración del Departamento de Cultura de la Generalidad de Cataluña, creada para asesorar en la gestión de fondos de cómic en museos y centros de custodia patrimonial. En 2019 también participa con un capítulo dedicado a Alfonso Font en el libro colectivo Género y conciencia autoral en el cómic español (1970-2018) (Servicio de Publicaciones de la Universidad de León y Eolas Ediciones).

## Obra

### Estudios sobre cómic (selección)
- 2010: By Vázquez,80 años del nacimiento de un mito. Ediciones B. ISBN 9788466644204.
- 2010: 100 años de Bruguera, del gato negro a Ediciones B. Ediciones B. ISBN 9788466638166.
- 2013: Del Tebeo al Manga: Una Historia de los Cómics 10. Álbumes, libros y novelas gráficas. Panini Comics. ISBN 978-84-9024-358-9
- 2014: Del Tebeo al Manga: Una Historia de los Cómics 11. Manga. Made in Japan. Panini Comics. ISBN 978-84-9024-890-4
- 2016: La Corona de Aragón dibujada. Historia y ficción. Ministerio de Educación, Cultura y Deporte.[5]
- 2017: 100 años de TBO. La revista que dio nombre a los tebeos. Ediciones B. ISBN 9788466660686.
- 2018: El gran libro de Superlópez. Ediciones B. ISBN 978-84-02-42160-9.

#### EnciclopediaDel tebeo al manga: una historia de los cómics(2007-2014)
1. Guiral, Antoni (2007). Los cómics en la prensa diaria. Del tebeo al manga. Una historia de los cómics 1. Panini. ISBN 978-84-9673-467-8.
2. Guiral, Antoni (2007). Tiras de humor crítico para adultos. Del tebeo al manga. Una historia de los cómics 2. Panini. p. 208. ISBN 978-8496871694.
3. Guiral, Antoni (2008). El Comic-Book: Superhéroes y otros Géneros. Del tebeo al manga. Una historia de los cómics 3. Panini. p. 208. ISBN 978-8496871991.
4. Guiral, Antoni (2008). Marvel cómics: un universo en constante Evolución. Del tebeo al manga. Una historia de los cómics 4. Panini. p. 208. ISBN 978-8496991644.
5. Guiral, Antoni (2008). Comic-Book: de la Silver Age a la Modern Age. Del tebeo al manga. Una historia de los cómics 5. Panini. p. 208. ISBN 978-8498850727.
6. Guiral, Antoni (2009). Del comix underground al alternativo. Del tebeo al manga. Una historia de los cómics 6. Panini. p. 208. ISBN 978-8498851670.
7. Guiral, Antoni (2013). El cuaderno popular: viñetas de género. Del tebeo al manga. Una historia de los cómics 7. Panini. p. 208. ISBN 978-8498852226.
8. Guiral, Antoni (2013). Revistas de humor infantiles y juveniles. Del tebeo al manga. Una historia de los cómics 8. Panini. p. 208. ISBN 978-8498856477.
9. Guiral, Antoni (2013). Revistas de aventuras y de cómics para adulto. Del tebeo al manga. Una historia de los cómics 9. Panini. p. 208. ISBN 978-8498859034.
10. Guiral, Antoni (2013). Álbumes, libros y novelas gráficas. Del tebeo al manga. Una historia de los cómics 10. Panini. p. 208. ISBN 978-8490243589.
11. Guiral, Antoni; Estrada, Oriol (2014). Manga: made in Japan. Del tebeo al manga. Una historia de los cómics 11. Evolution Comics. p. 208. ISBN 978-8490248904.